# Ernesto Corripio y Ahumada
Ernesto Corripio y Ahumada (Tampico, 29 de junho de 1919 - Cidade do México, 10 de abril de 2008) foi um cardeal mexicano e arcebispo emérito da Cidade do México.

## Biografia
Nasceu na cidade de Tampico, Tamaulipas, no nordeste do México, sendo filho de Ernesto Corripio Estrada, natural de Zamora, e de Herminia Ahumada Chávez, natural de Córdoba. Entrou aos onze anos no Seminário Puebla de los Ángeles, em Puebla, onde estudou humanidades e filosofia. Em 1935, seu bispo o enviou para estudos eclesiásticos no Pontifício Colégio Pio Latino-americano em Roma. Dois anos depois, em 1937, ele se formou em filosofia na Pontifícia Universidade Gregoriana. Ele obteve na mesma universidade um doutorado em teologia (1942), direito canônico (1944) e história da igreja (1945). Recebeu a ordenação sacerdotal em Roma, em 25 de outubro de 1942, pelo arcebispo Luigi Traglia.
Retornou a sua terra em janeiro de 1945 e até 1950 trabalhou pastoralmente na diocese de Ciudad Victoria-Tamaulipas. Foi membro do corpo docente, administrador e vice-reitor do seminário de Tampico, até ser nomeado secretário da Cúria Diocesana de Ciudad Victoria-Tamaulipas (1950-1952).
Foi eleito bispo titular de Zapara e nomeado auxiliar de Ciudad Victoria-Tamaulipas em 27 de dezembro de 1952 pelo Papa Pio XII. Recebeu a consagração episcopal em 19 de março de 1953 em Tampico, por Octaviano Márquez y Toriz, arcebispo de Puebla. Os principais co-consagradores foram os bispos Serafín María Armora y González, de Ciudad Victoria-Tamaulipas, e Luis Guízar y Barragán, titular de Tinum.
Nomeado para a sé de Ciudad Victoria-Tamaulipas, em 25 de fevereiro de 1956, renomeada em 1958 como Diocese de Tampico. Participou do Concílio Vaticano II de 1962 a 1965. Promovida à sé metropolitana de Antequera, por Paulo VI, em 25 de julho de 1967. Foi presidente da Conferência do Episcopado Mexicano entre 1967 e 1973. Participou da I Assembleia Extraordinária do Sínodo dos Bispos, na Cidade do Vaticano, em 1969.
Dom Ernesto foi transferido para a sé metropolitana de Puebla de los Ángeles, em 11 de março de 1976. O papa Paulo VI o promoveu a Arcebispo Primaz do México em 19 de julho de 1977 e tomou posse em 25 de novembro. Participou da III Conferência Geral do Episcopado Latino-Americano, em Puebla, México, de 27 de janeiro a 13 de fevereiro de 1979; ele foi um de seus três presidentes delegados.
Corripio y Ahumada foi criado cardeal-presbítero em 30 de junho de 1979 pelo Papa João Paulo II, em seu primeiro consistório; recebeu o barrete vermelho e o título de Immacolata al Tiburtino no mesmo dia. Foi representante especial do Papa no funeral de Óscar Arnulfo Romero Galdámez, arcebispo assassinado de San Salvador. Nomeado membro do Conselho de Cardeais para o Estudo dos Problemas Organizacionais e Econômicos da Santa Sé, em 31 de maio de 1981. Enviado especial do Papa ao Congresso Mariano Nacional, em La Paz, Bolívia, de 29 de janeiro a 5 de fevereiro de 1984. Participou da IV Conferência Geral do Episcopado Latino-Americano, em Santo Domingo, de 12 a 28 de outubro de 1992.
Cardeal Corripio y Ahumada renunciou ao governo pastoral da arquidiocese em 29 de setembro de 1994. Permaneceu Administrador Apostólico sede vacante do México até 13 de junho de 1995. Perdeu o direito de participar do conclave ao completar 80 anos, em 1999.
Faleceu em sua residência particular em Tepepan, na Cidade do México, devido a trombose. Foi sepultado na cripta dos arcebispos do México na Catedral Metropolitana da Cidade do México.